# Wild America
Wild America (bra Uma Aventura na América Selvagem) é um filme estadunidense de 1997, dos gêneros ação, comédia e aventura, dirigido por William Dear, escrito por David Michael Wieger e estrelado por Jonathan Taylor Thomas, Devon Sawa e Scott Bairstow.

## Enredo
Munidos de uma câmera, os corajosos e curiosos irmãos Marshall pegam a estrada para viajar pela América, registrando a beleza da vida selvagem.

## Elenco
- Jonathan Taylor Thomas como Marshal Stouffer
- Devon Sawa como Mark Stouffer
- Scott Bairstow como Marty Stouffer Jr.
- Frances Fisher como Mrs. Agnes Stouffer
- Jamey Sheridan como Mr. Marty Stouffer, Sr.
- Tracey Walter como Leon, colono e vizinho dos Stouffer
- Zack Ward como D.C.
- Danny Glover como Pé-Grande